# Robert Hans Schmitt
Robert Hans Schmitt (Vienna, 7 gennaio 1870 – Zanzibar, 10 maggio 1899) è stato un alpinista, esploratore e pittore austriaco,  dal 1888 al 1893 fu uno dei migliori scalatori di Vienna e dal 1887 fu membro dell'élite del Club Alpino Austriaco. Schmitt ebbe un enorme successo come alpinista ed era considerato una stella nascente nell'era dell'alpinismo senza guida. Essendo uno scalatore, viaggiava spesso da solo mentre poche volte si accompagnò a Georg Winkler, Fritz Dasch e Ferdinand Siegmund. Realizzò numerose prime ascensioni ma verso la metà degli anni Novanta, Schmitt abbandonò l'alpinismo per dedicarsi all'esplorazione in Africa.

## Biografia
Robert Hans Schmitt era figlio dell'insegnante di musica e compositore Hans. Dopo aver frequentato la scuola superiore, si diplomò tra il 1885–87,  frequentò la scuola generale di pittura dell'Accademia di belle arti di Vienna con Griepenkerl tra il 1887 e il 1888 per poi perfezionarsi presso la scuola speciale di pittura paesaggistica con E. Peithner von Lichtenfels. La pittura paesaggistica era al centro del suo lavoro. Tra il 1888 e il 1893 Schmitt sviluppò l'attività alpinistica, attività in cui si distinse particolarmente come arrampicatore. Realizzò prime scalate come l'Eiskarlspitze (Dachstein, 1893), la Roter Turm (Dolomiti di Lienz, 1888), il Fünffingerspitze (Dolomiti della Val Gardena, 1890), il Lorenzspitze nella cresta di Fleres (Alpi dello Stubai, 1892), e ancora altre prime ascensioni, tra cui la scalata della parete sud del Mitterspitz (1889), che è di particolare importanza in quanto prima via di arrampicata attraverso le pareti meridionali del gruppo del Dachstein. Ne sono una testimonianza i numerosi “Schmittwege”, i sentieri traforati che operò sul Rax, nel Gesäuse (Planspitze, Ödsteinkarturm, Reichenstein), nella zona del Dachstein (compresi il Mitterspitz, l'Hoher Gjaidstein, l'Hohes Kreuz, il Großer Koppenkarstein), nei Monti del Karwendel, nel Gruppo dell'Ortles e nelle Dolomiti. Effettuò prime ascensioni (tra cui la Roter Turm nelle Dolomiti di Lienz nel 1888, il Fünffingerspitze nelle Dolomiti della Val Gardena nel 1890, il Lorenzspitze nelle Alpi dello Stubai nel 1892 e l'Eiskarlspitz nel gruppo del Dachstein nel 1893 e difficili tour nelle Alpi occidentali. Tra i suoi compagni si annoverano importanti rappresentanti di Vienna. Personaggi dell'alpinismo come Hans Heiversen, Heinrich Hess 
e Lammer, così come il tirolese Johann Santner e il monaco coetaneo di Baviera Georg Winkler, con il quale fece la conoscenza proprio in occasione di una campagna alpinistica nelle Dolomiti. Robert Hans Schmitt si fece notare per la sua abilità di arrampicatore nella palestra di roccia del Rax, presso Vienna, e frequentò le Dolomiti, a Cortina, nel 1887: da solo scalò la Croda da Lago e fece la prima ascensione della cresta sud del monte Cristallo, mentre in cordata sempre con Georg Winkler aprì una nuova via sulla Croda dei Toni. Fu Robert Hans Schmitt, nel 1888, il primo a ripetere la via di Winkler sulla Torre del Vajolet e nello stesso anno scalò con Johann Santner la via dei camini che portano il suo nome sulla Punta delle Cinque Dita nel Sassolungo. 
Dal 1887 Schmitt fu membro del Club Alpino Austriaco (ÖAK); e nel 1893 fu membro del suo comitato. Inizialmente mosso da considerazioni alpinistiche, progettava di scalare il Monte Kenya, la seconda più alta dell'Africa, nel 1894 prese parte alla spedizione "Freiland" nell'Africa orientale britannica. Si trattava di un progetto di colonizzazione piuttosto utopico, anch'esso fallito. Ma voleva usare le esperienze maturate lì per contribuire all'esplorazione scientifica dell'Africa. Nel 1895 si unì alla Società Geografica, che lo sostenne nei suoi sforzi di esplorazione scientifica dell'Africa.  Da quel momento in poi il suo interesse si spostò verso l'Africa orientale. Nel 1896, su raccomandazione di Oscar Baumann, allora console onorario austriaco a Zanzibar, fu impiegato dal governo tedesco nell'Africa orientale e gli furono affidati compiti di ricerca scientifica. Così esplorò il sud da Dar es Salaam l'estuario del Rufiji e del Mohoro, nonché i monti Uluguru e la zona fino alle cascate di Pangani. Successivamente Schmitt si arruolò nel servizio coloniale tedesco in quella che allora era l'Africa orientale tedesca. Nel 1898, Schmitt organizzò una spedizione sulla sponda nord-orientale del lago Malawi), ma morì di un grave attacco di febbre delle acque nere a Mangali nell'Uhehe nell'Africa orientale tedesca (Tanzania). Nonostante i suoi successi, il contributo di Schmitt all'esplorazione dell'Africa rimase modesto, non da ultimo a causa della sua morte prematura; a Vienna come dimostra un riferimento del drammaturgo Arthur Schnitzler, egli amava la vita sociale ed era probabilmente noto per le sue conferenze come un "viaggiatore africano". Una parte della sua collezione. giunse a Vienna ed è conservata al Museo di storia naturale.

## Carriera alpinistica
- 1885 Salita del Kleine Zinne, 2.857 m, (Dolomiti di Sesto);
- 1887 Tentativo (tentativo in solitaria); Monte Cristallo-cresta sud, III, 850 HM, 3.216 m, (Dolomiti Ampezzane);
- 1887 Salita del Croda da Lago, 2.701 m, (Dolomiti);
- 1887 Terzo tentativo del Piz Popena dalla Forcella Cristallo, 3.152 m, (Dolomiti Ampezzane);
- 1887 Primotentativo Hoher Zwölfer-Spessore Sud-Sudest "Winkler-Schmitt", III, 500 HM, 3.094 m, (Dolomiti di Sesto);
- 1887 Primo tentativo del Medio Zwölfer-cima nord-Schartenschlucht, 3.029 m, (Dolomiti di Sesto);
- 1887 Prima salita alla cima centrale nord delle Dodici dalla Hohe Zwölferscharte "Via normale", 3.029 m, (Dolomiti di Sesto);
- 1887 Prima salita alla cresta sud del monte Cristallo, 3.216 m, (Dolomiti Ampezzane);
- 1888 Prima salita alla parete nord-est dell'Admont Reichenstein, sezione centrale della parete "Variante Schmitt", 2.251 m, (Alpi dell'Ennstal);
- 1888 Prima salita alla gola occidentale dell'Hoher Gjaidstein, 2.792 m, (Monti del Dachstein); (26.06.1888);
- 1888 Prima salita (in solitaria); alla gola settentrionale nord delle Gsellknoten, 2.773 m, (Dolomiti di Sesto);
- 1888 Prima salita (in solitaria); alla gola meridionale sud delle Gsellknoten, 2.870 m, (Dolomiti di Sesto);
- 1888 Prima salita della Cima Dreischuster-parete ovest, III, 650 km, 3.152 m, (Dolomiti di Sesto);
- 1888 Prima salita dell'Einser "Schmitt variante", 2.698 m, (Dolomiti di Sesto);
- 1888 Prima salita del Kleiner Buchstein, cima centrale-parete nordovest "Schmitt Variant", 1.990 m, (Alpi dell'Ennstal);
- 1888 Prima salita del Planspitze media parete nord "Schmitt-Müller", 2.117m, (Alpi dell'Ennstal);
- 1888 Prima salita del Hohes cima principale-cresta nord, 2.835m, (Monti del Dachstein);
- 1888 Prima salita del Hohes Kreuz-nordgipfel-nordostgrat, 2.835 m, (Monti del Dachstein);
- 1888 Prima salita del Hohes Kreuz-Hauptgipfel-parete est "Salita Nord", 2.835 m, (monti del Dachstein);
- 1888 Prima salita del Roter Turm-parete ovest "Schmittkamin", III, 150 HM, 2.702 m, (Dolomiti di Lienz)[1][2].